# Liste des quais de Liège

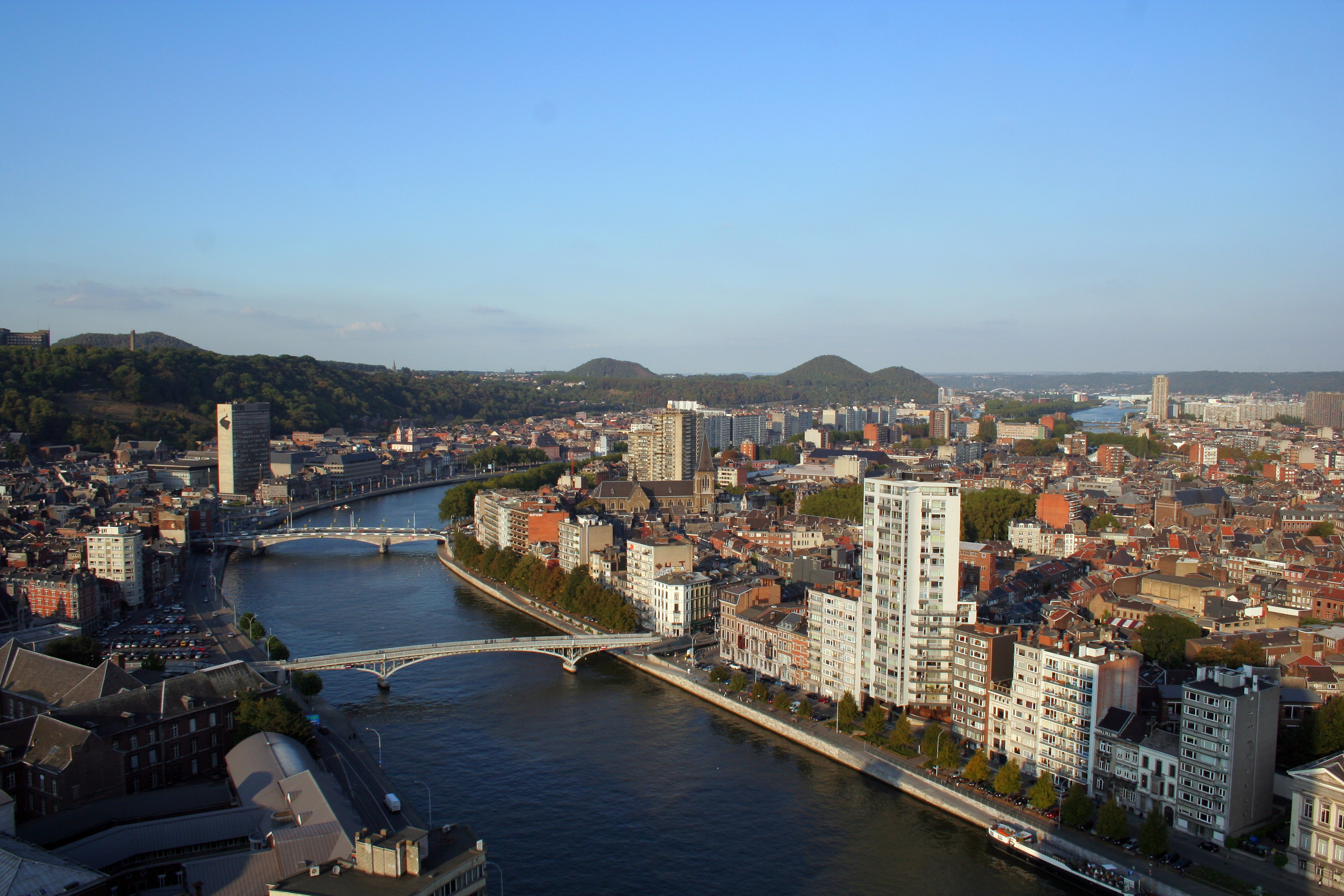
Vue générale des quais de la Meuse

Les quais de Liège constituent une part importante des voies de la ville. La situation géographique de celle-ci, à la confluence de la Meuse, de l'Ourthe et de la Vesdre, ainsi que les canal Albert, le canal de l'Ourthe et la Dérivation, multiplient le nombre de quais qui bordent les divers cours d'eau (naturels ou artificiels) qui la parcouraient.

## Meuse

### Rive gauche
- Quai du Bac
- Quai Vercour
- Quai François Timmermans
- Quai Banning
- Quai de Rome
- Boulevard Frère-Orban
- Quai Paul van Hoegaerden
- Quai Roosevelt
- Quai Sur-Meuse
- Quai de la Ribuée
- Quai de la Goffe
- La Batte
- Quai de Maestricht
- Quai Saint-Léonard
- Quai de Wallonie
- Quai de Coronmeuse (ancien canal Liège-Maastricht)

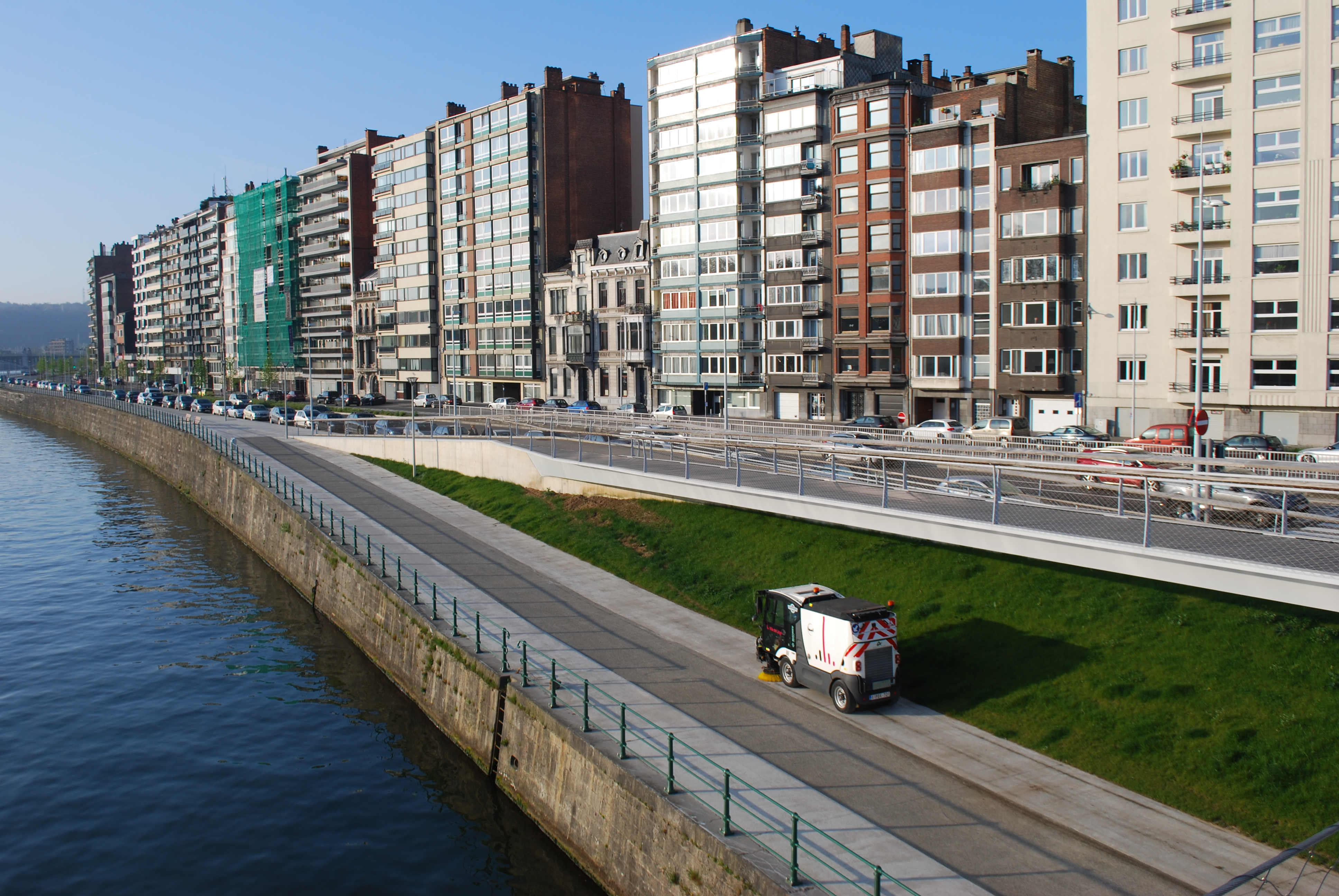
Quai de Rome
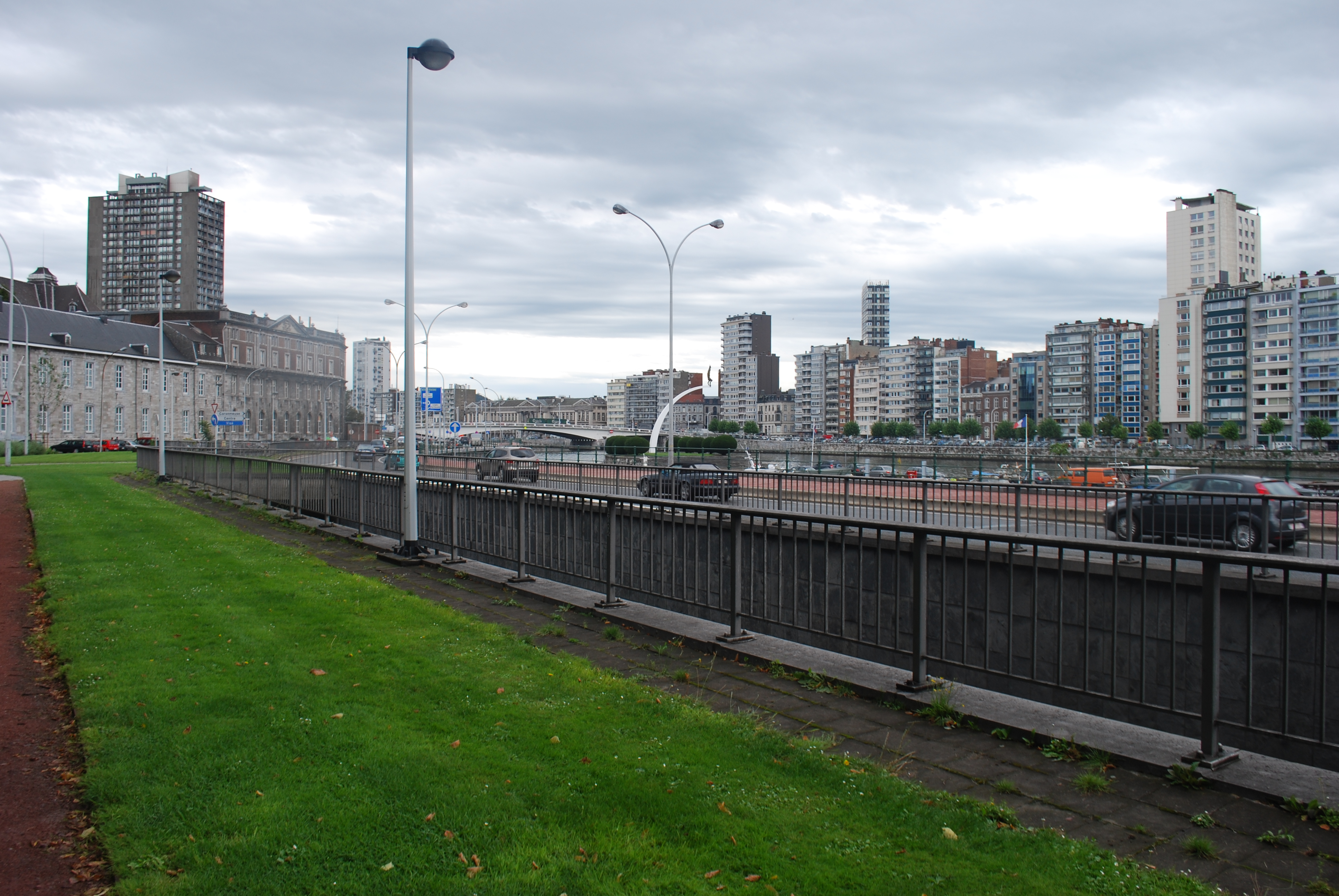
Boulevard Frère-Orban
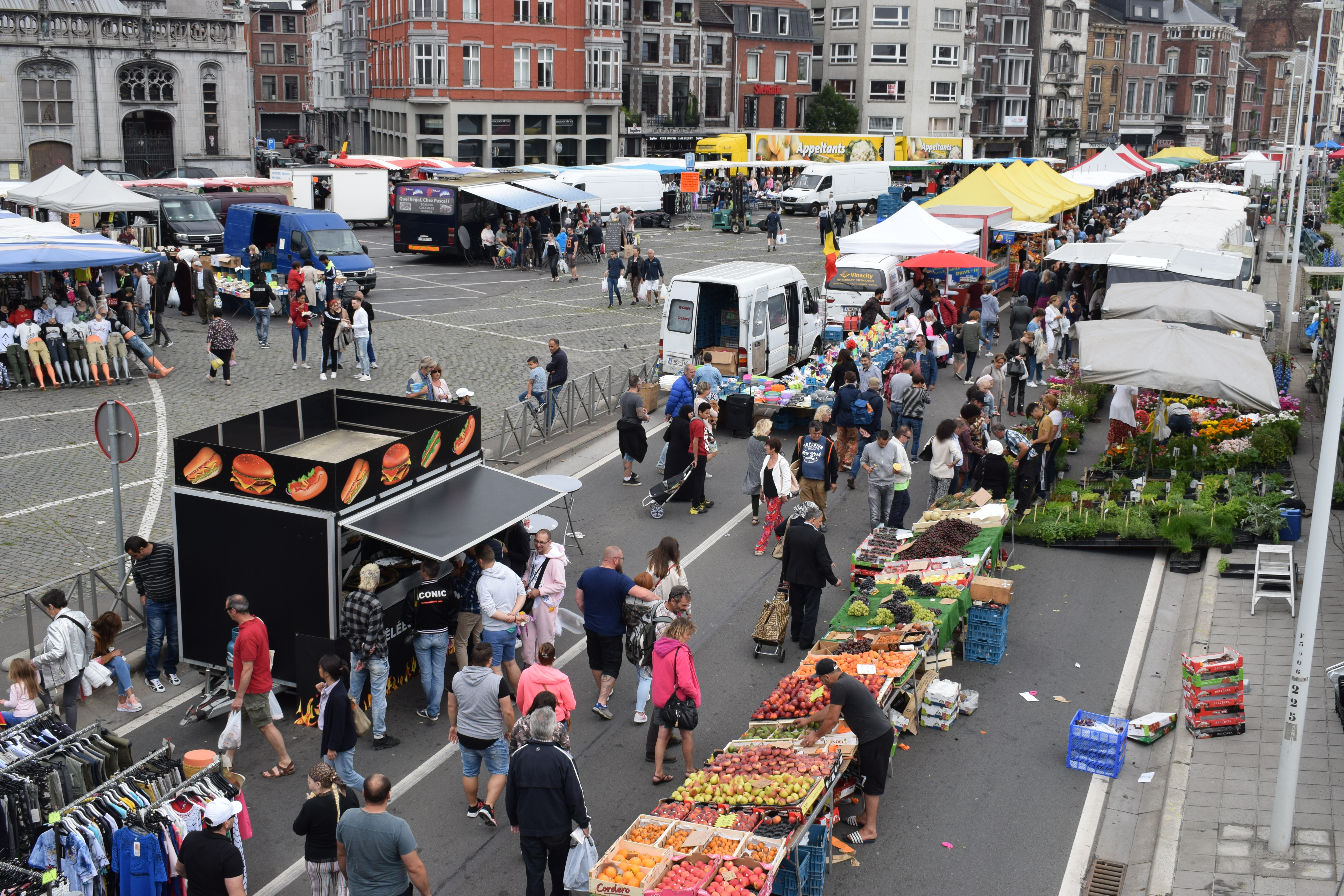
Quai Sur-Meuse pendant le marché de la Batte
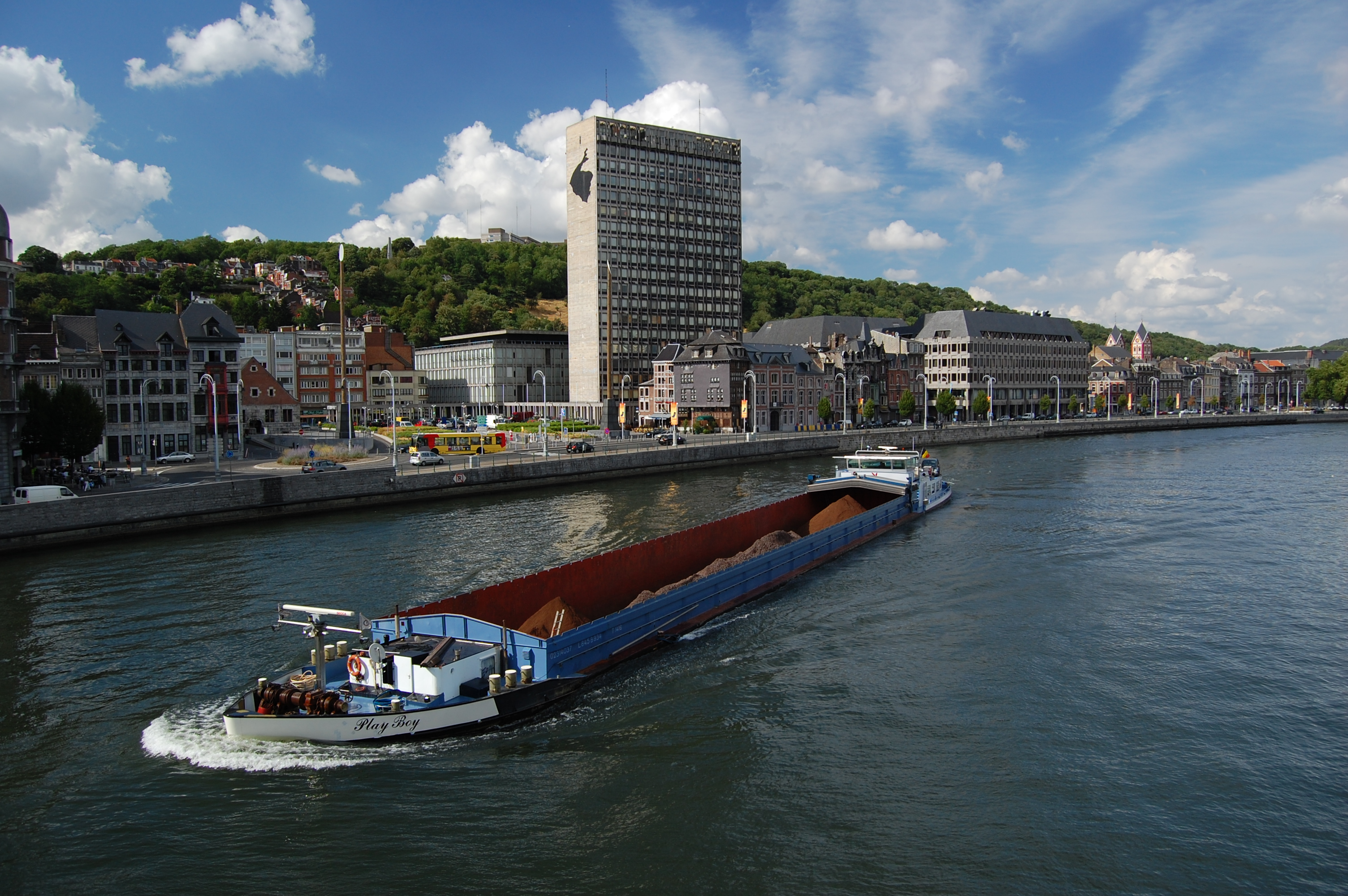
Quai de la Goffe et La Batte
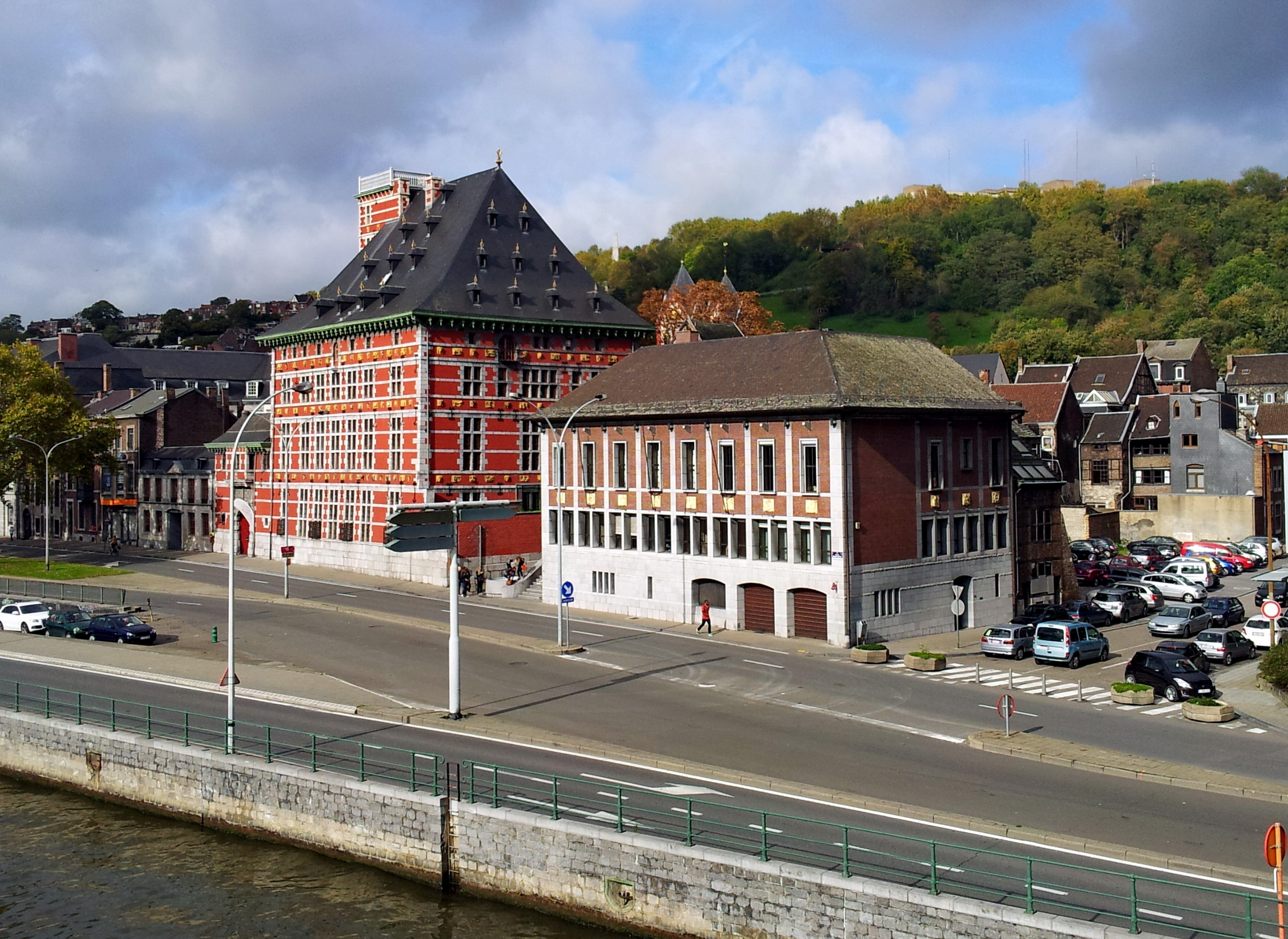
Quai de Maestricht et Palais Curtius

### Rive droite
- Rivage-en-Pot
- Quai Joseph Wauters
- Quai Gloesener

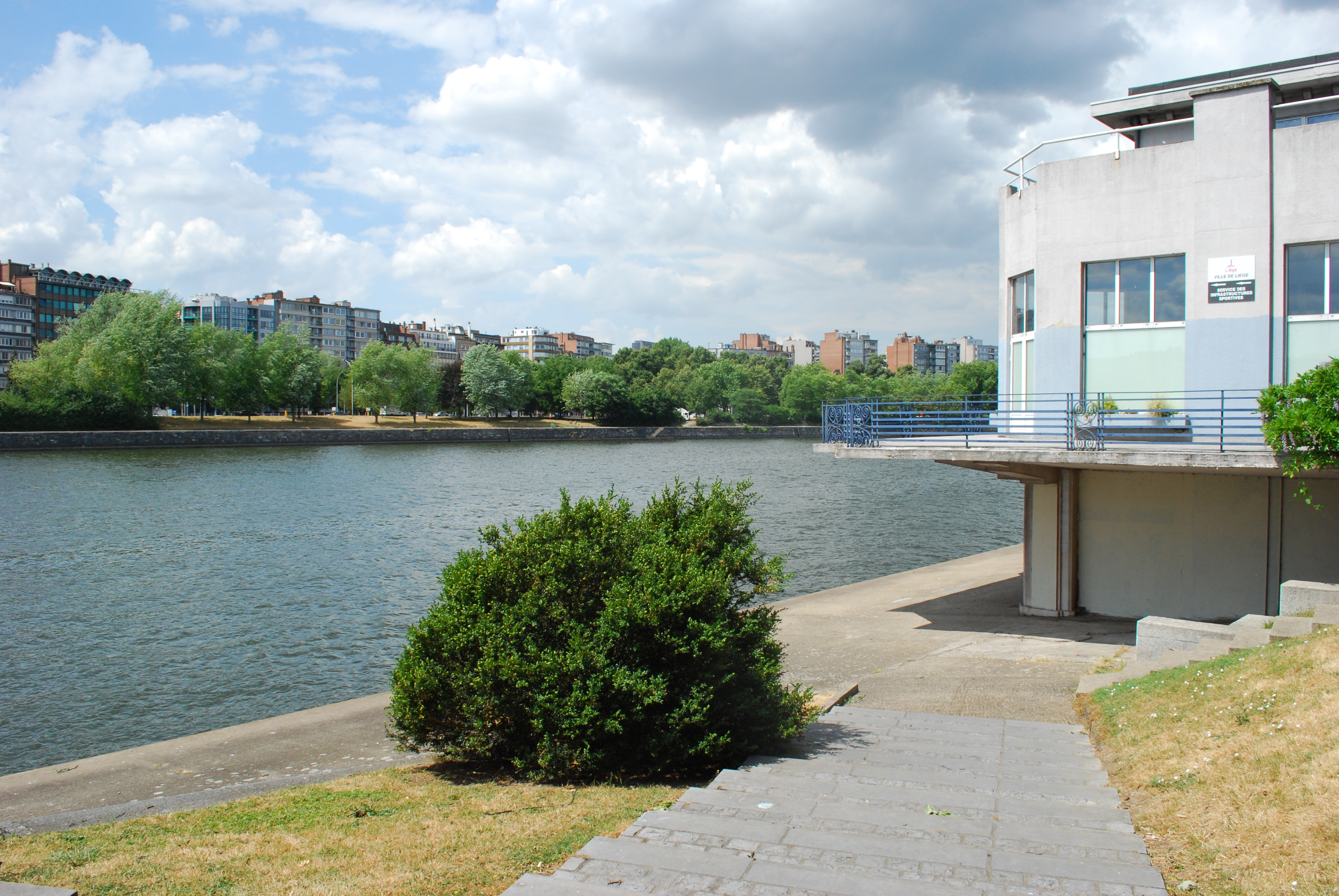
Parc de la Boverie
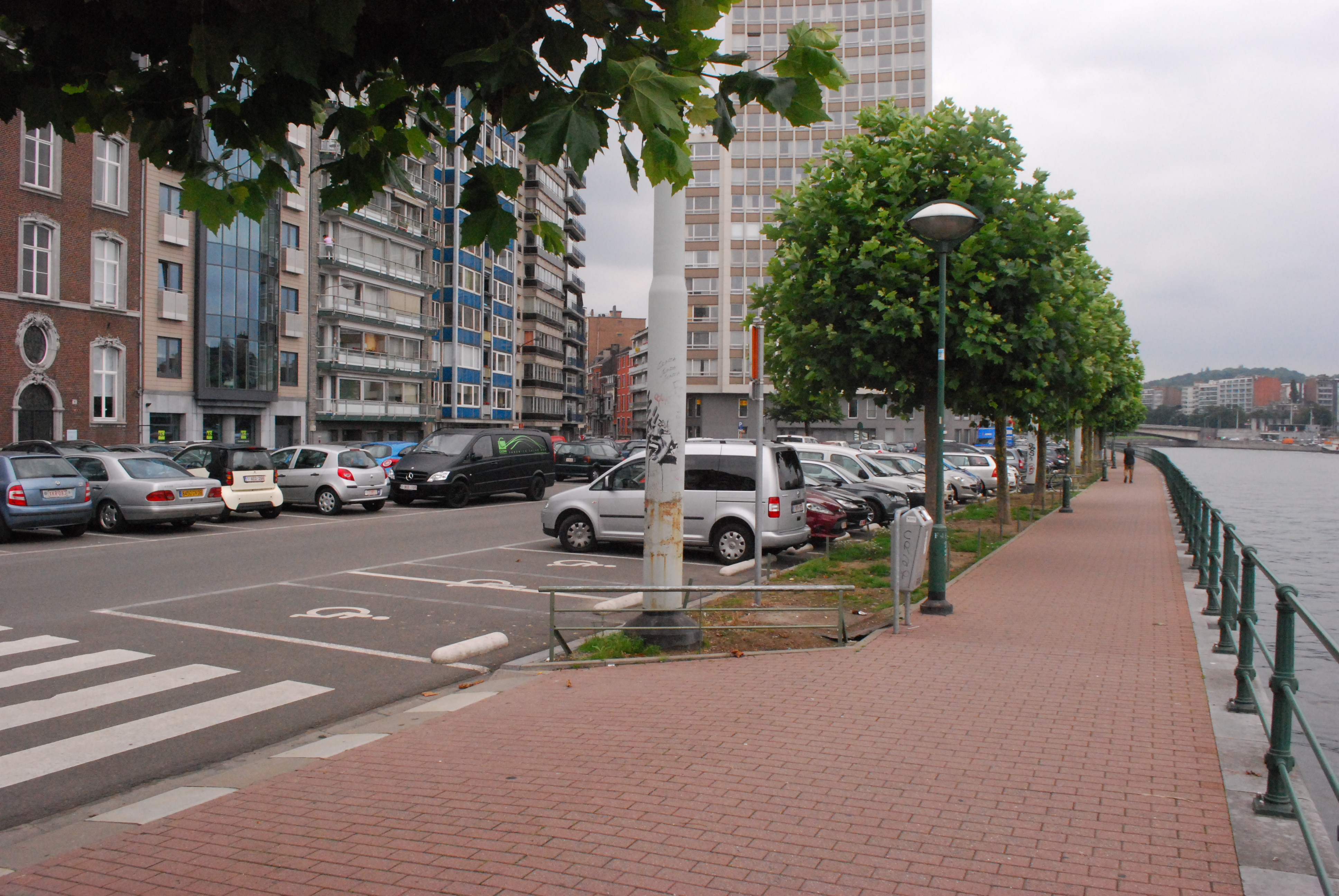
Quai Marcellis
- Quai Churchill
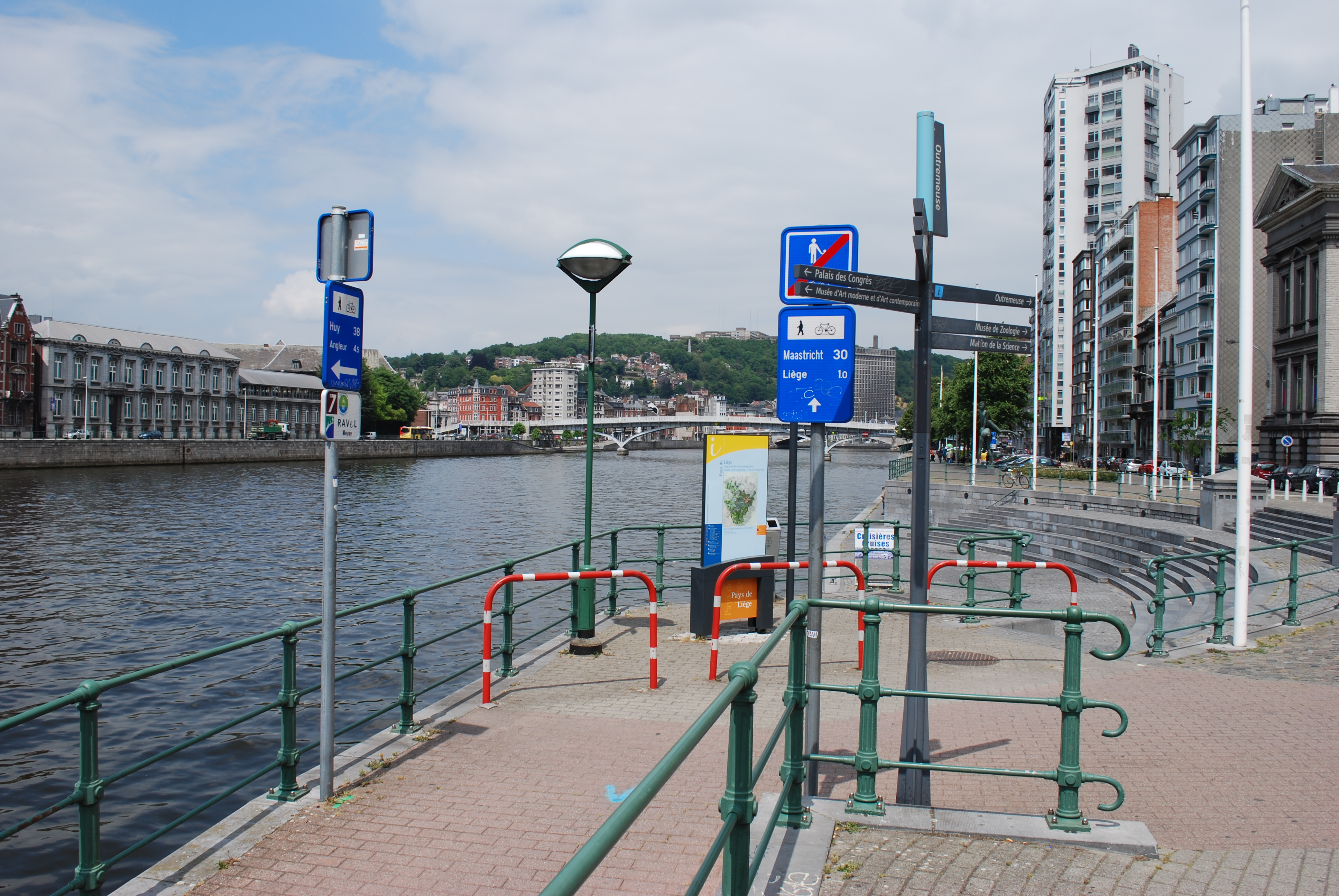
Quai Édouard van Beneden
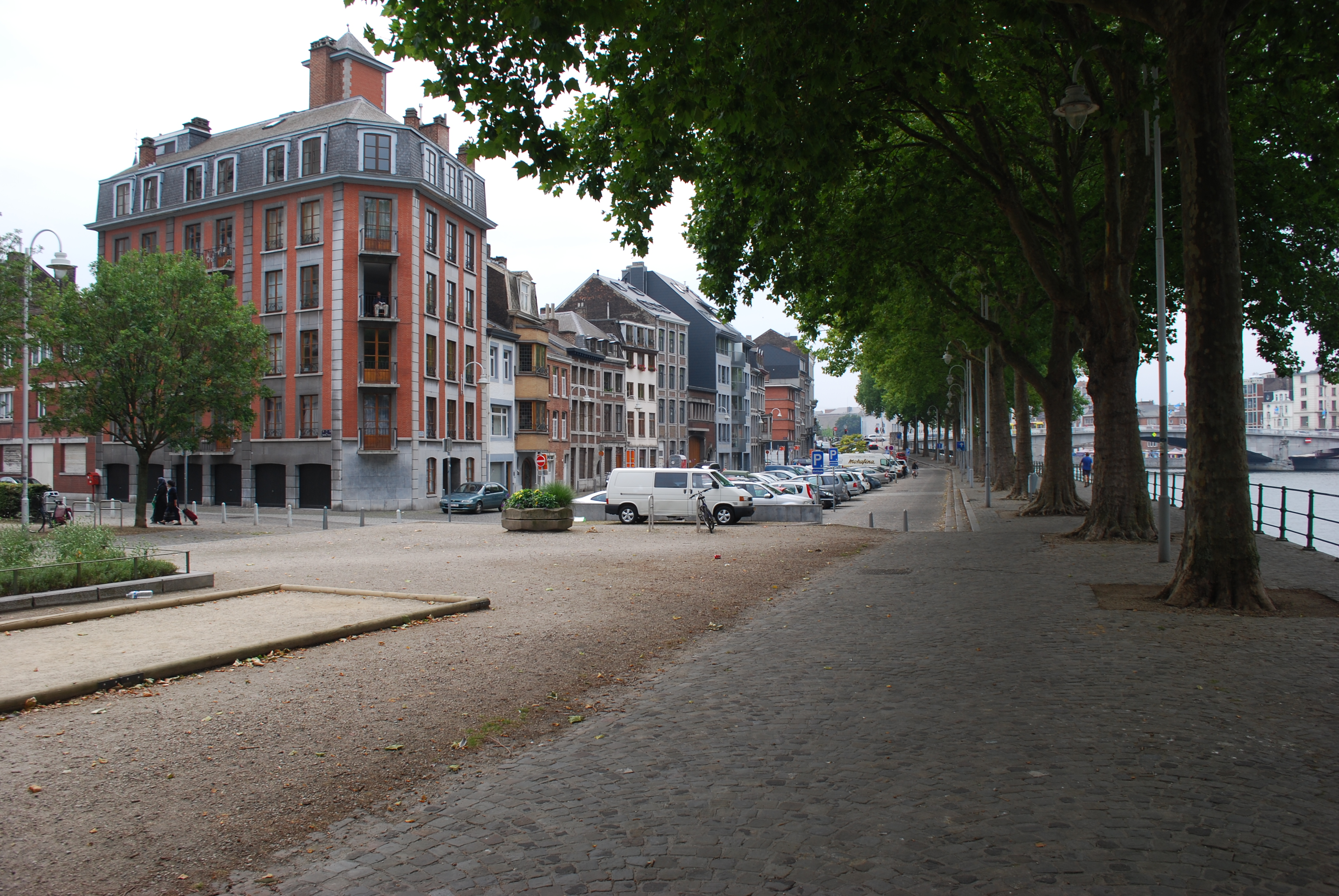
Entre le quai des Tanneurs et le quai Sainte-Barbe

- Quai de Gaulle
- Quai des Tanneurs
- Quai Sainte-Barbe
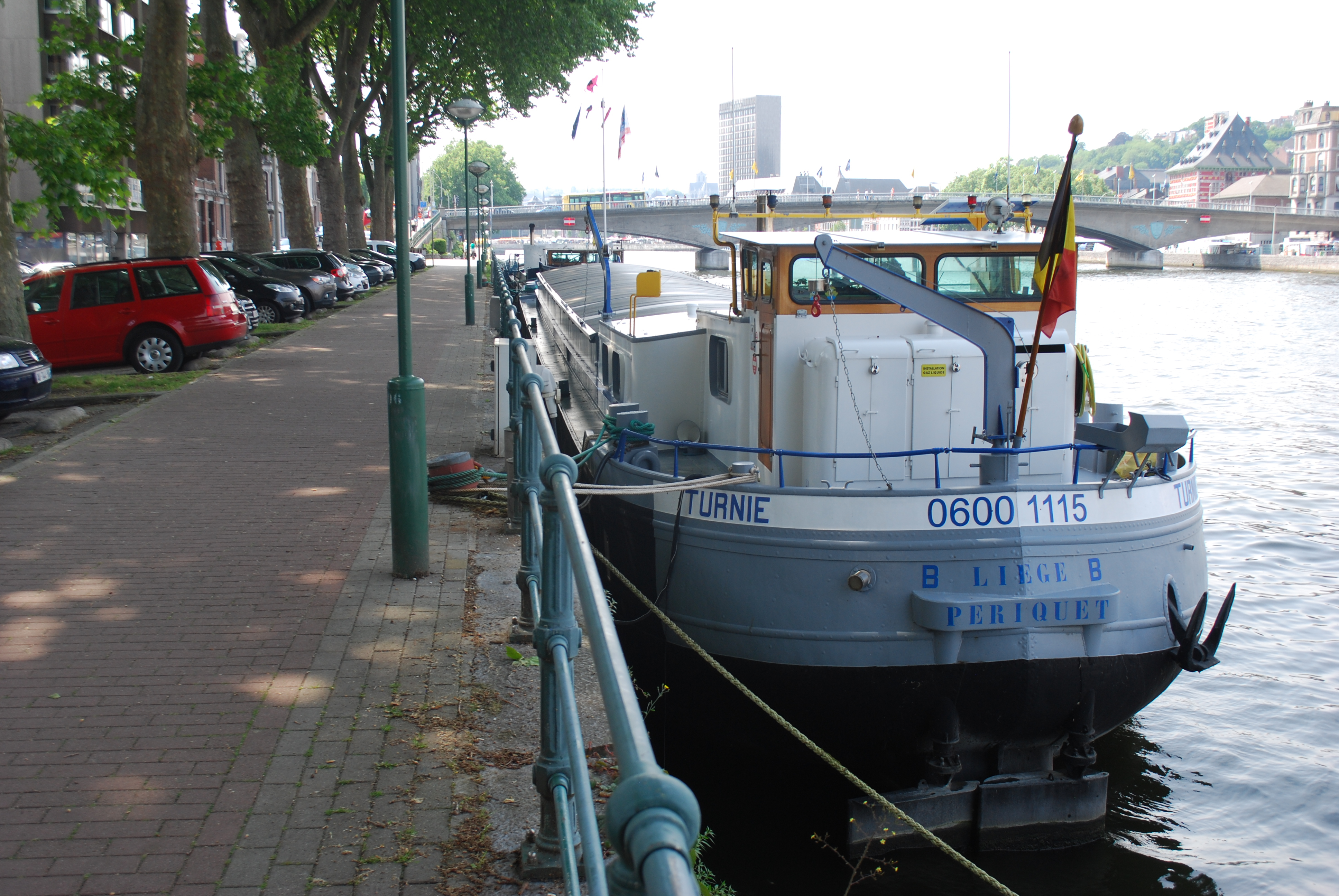
Quai Godefroid Kurth
- Quai du Roi Albert
- Autoroute A25
- Rue du Dossay
- Quai du Halage
- Rue Wérihet

- Parc de la Boverie
- Quai Churchill
- Quai Édouard van Beneden
- Entre le quai des Tanneurs et le quai Sainte-Barbe
- Halage au quai Godefroid Kurth

## Dérivation

### Rive gauche
- Parc de la Boverie
- Quai de la Boverie
- Quai de l'Ourthe
- Quai de la Dérivation
- Quai du Barbou

### Rive droite

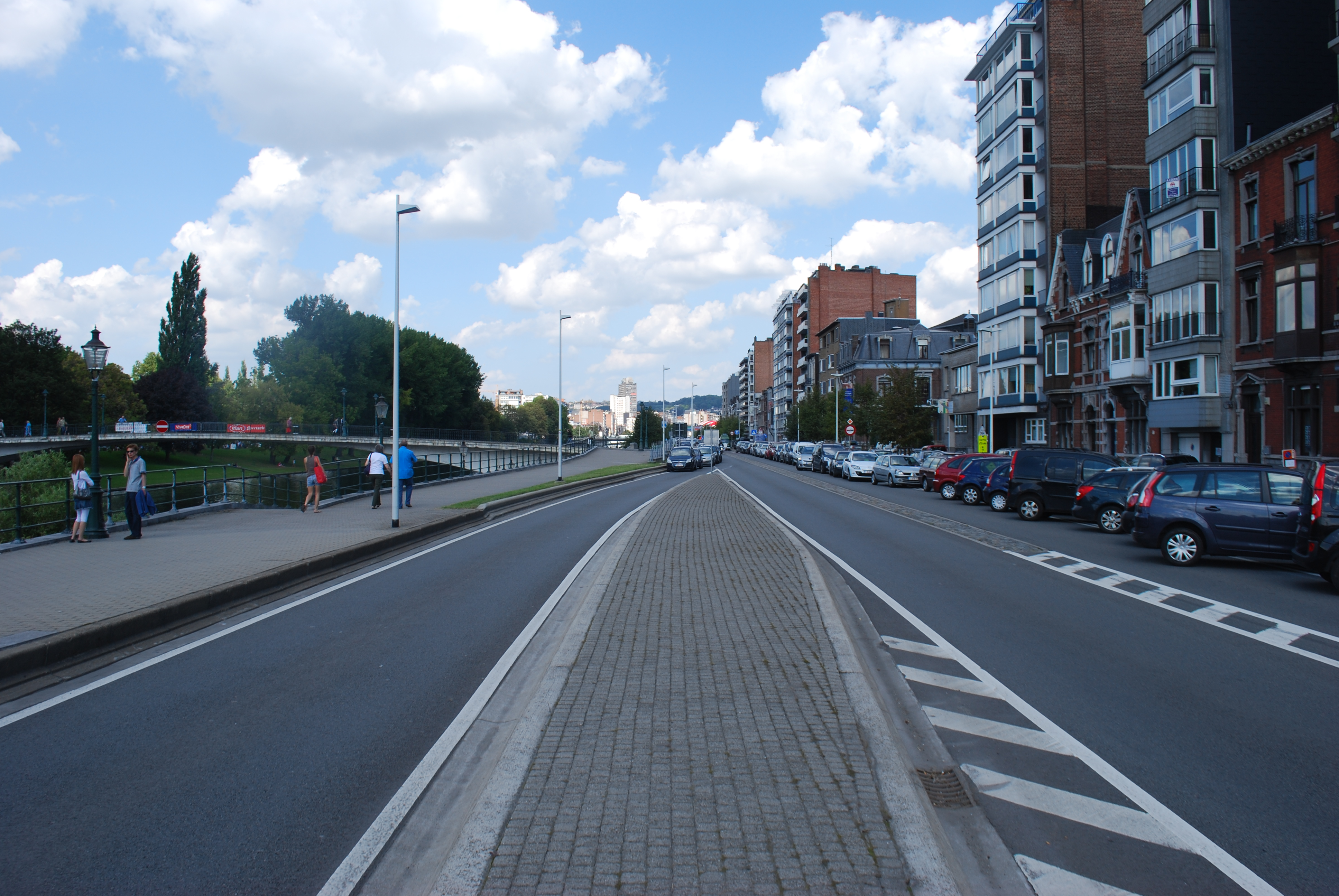
Quai Mativa
- Quai Julien Rémont
- Quai Mozart
- Quai Orban
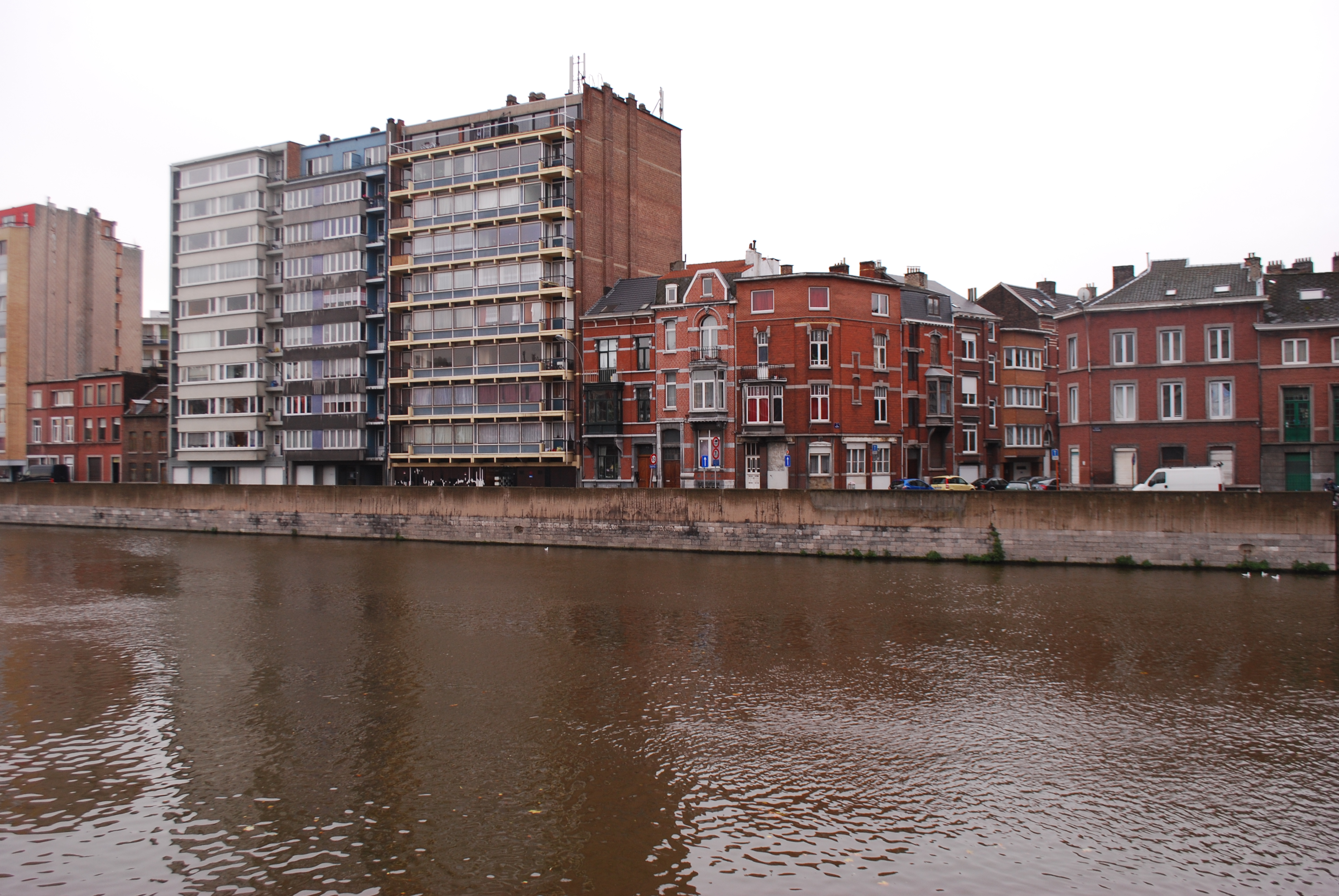
Quai de Longdoz
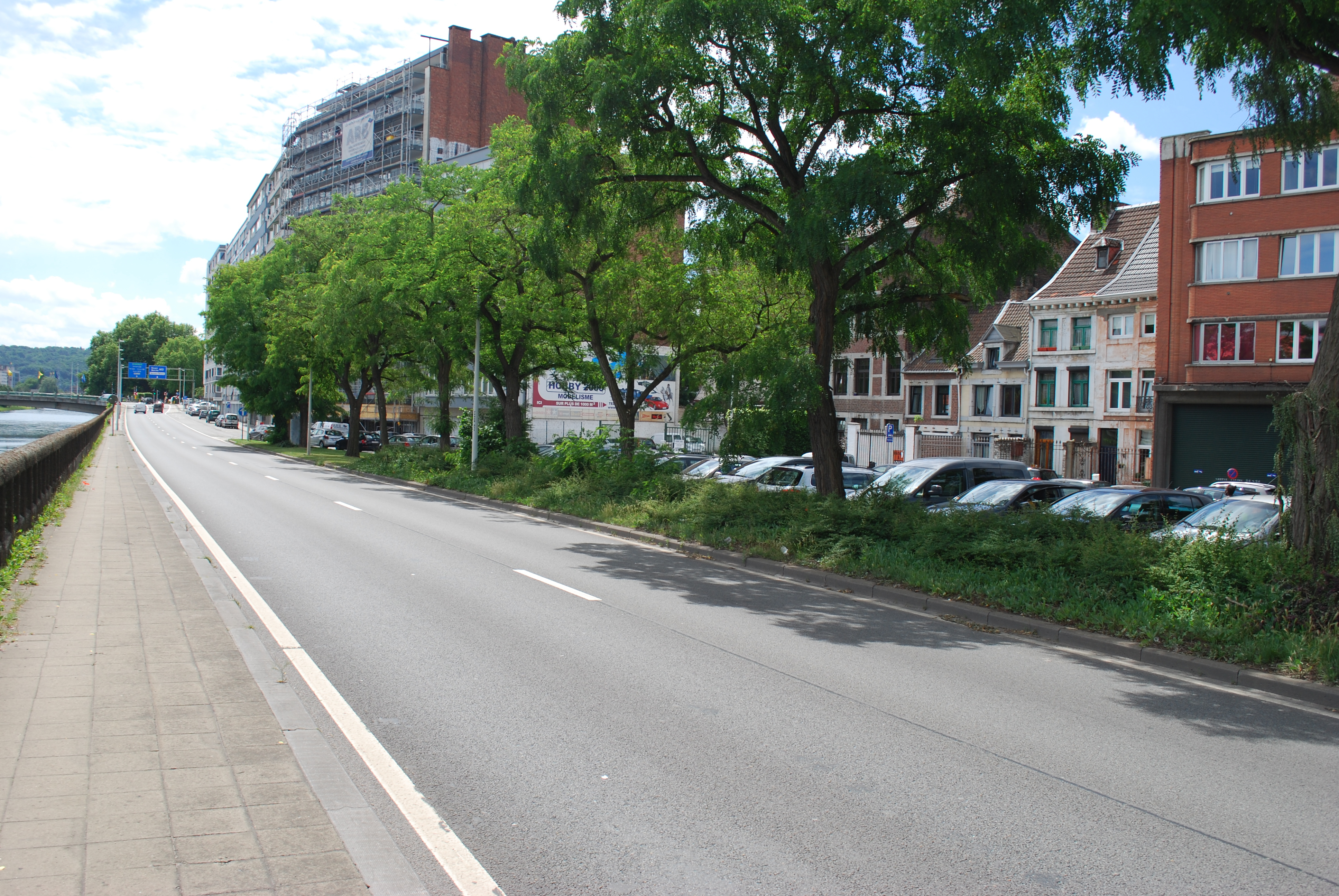
Quai de la Boverie
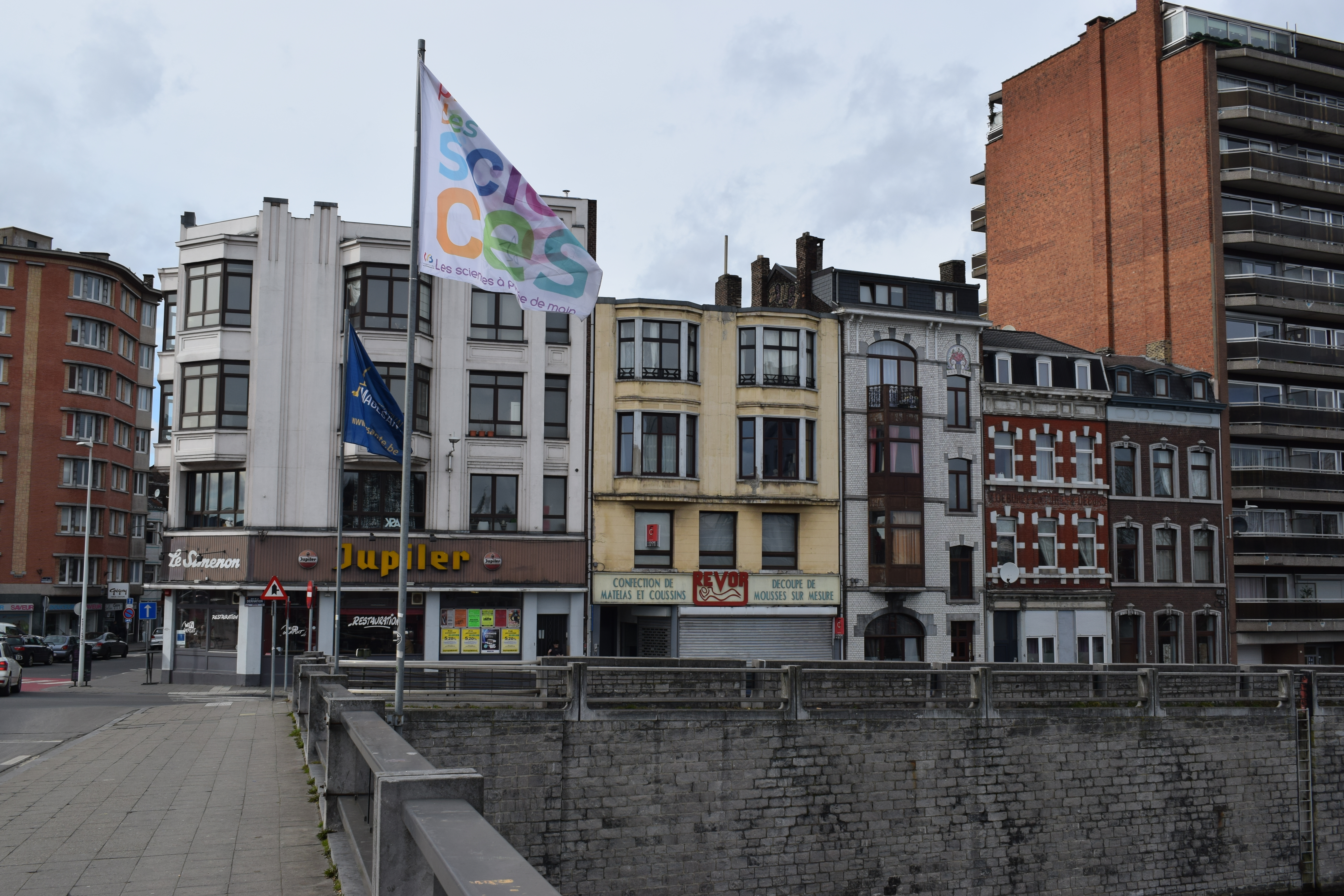
Quai de la Dérivation
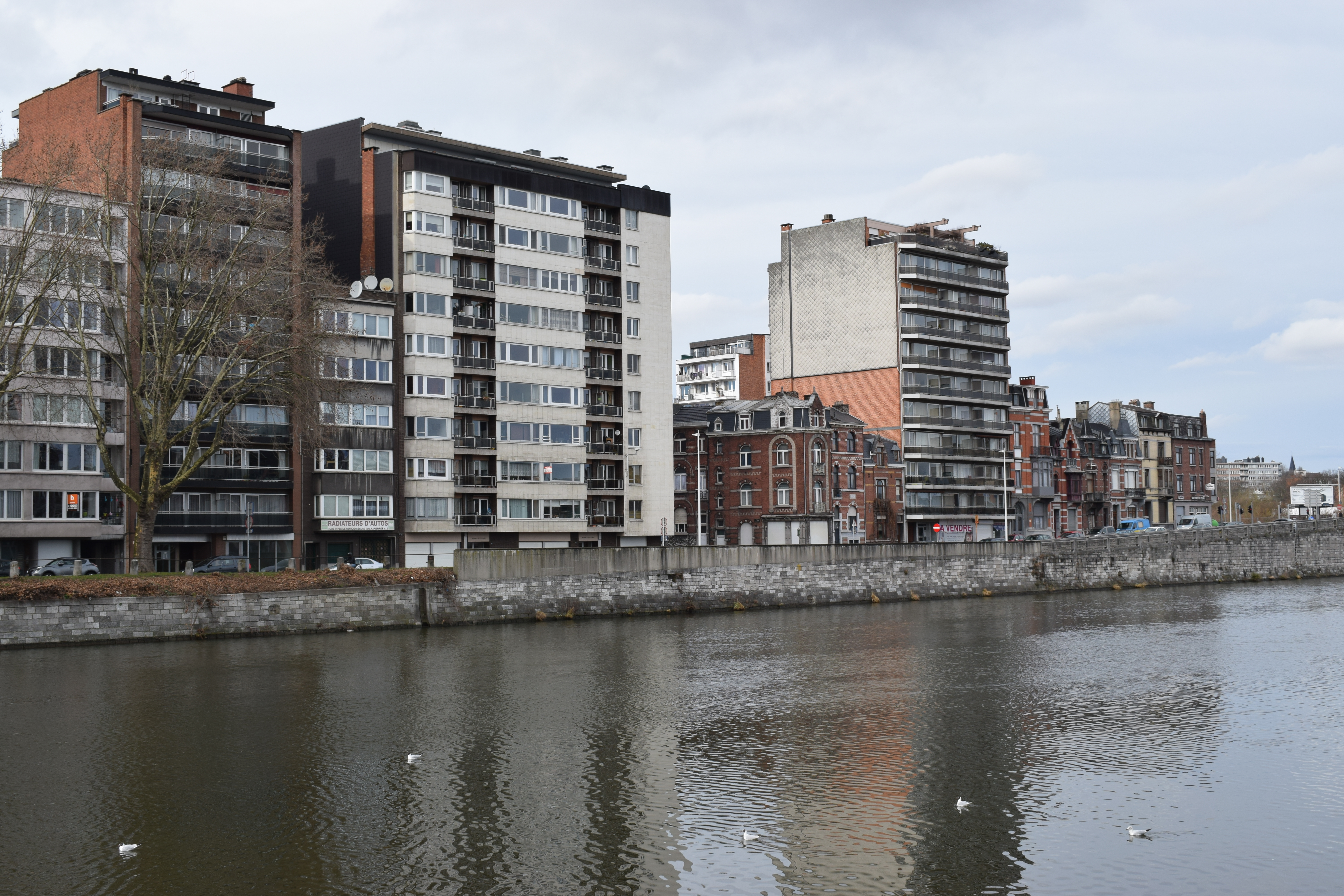
Quai Bonaparte
- Quai du Roi Albert

- Quai Mativa
- Quai de Longdoz
- Quai de la Boverie
- Quai de la Dérivation
- Quai Bonaparte

## Ourthe

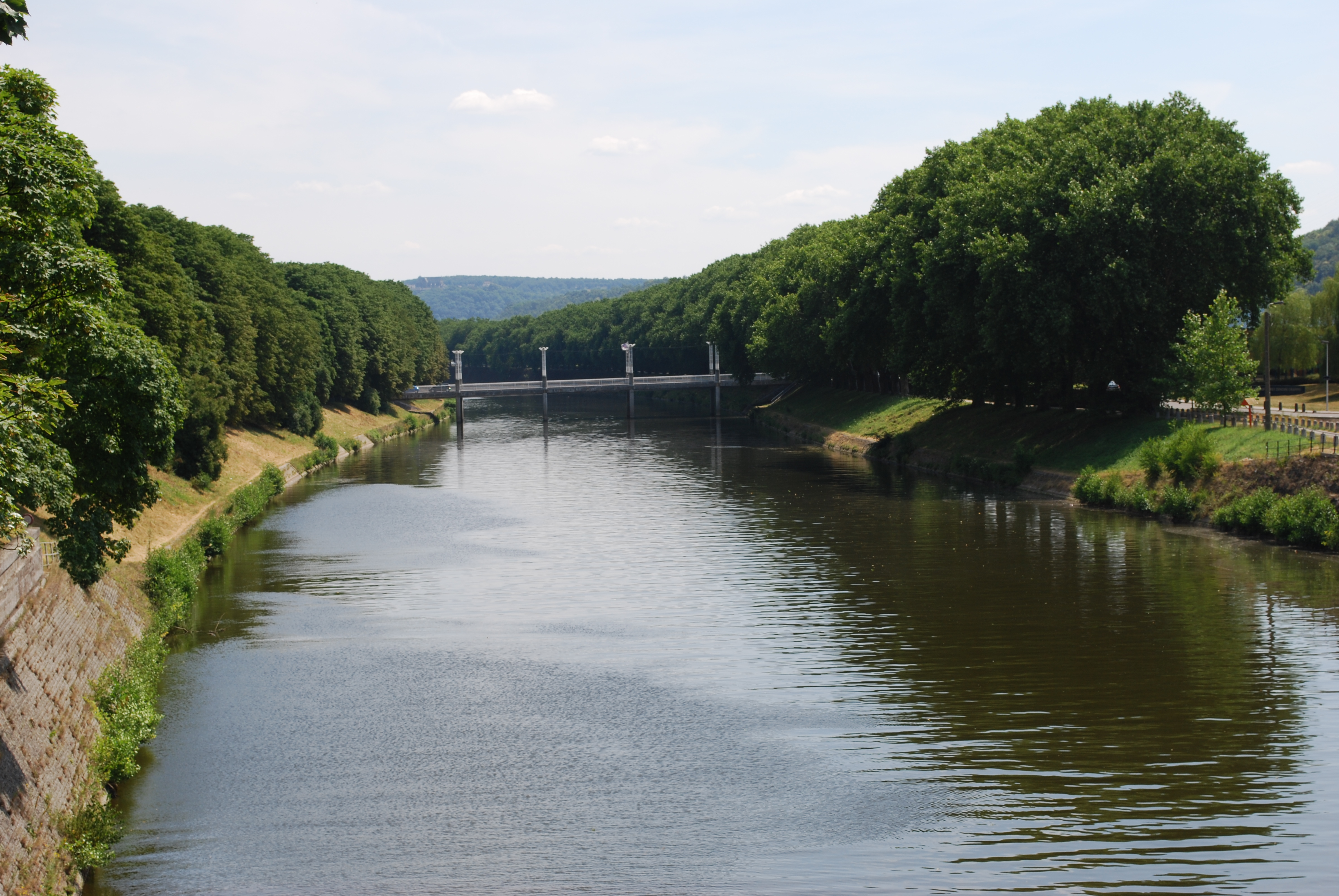
Quais de l'Ourthe

### Rive gauche
- Route de Tilff
- Quai Saint Paul de Sinçay
- Rue Canal de l'Ourthe
- Quai des Vennes
- Quai du Condroz

### Rive droite
- Quai des Ardennes
- Quai Mativa

## Vesdre

### Rive gauche
- Rue des Grands Prés
- Quai Henri Borguet

### Rive droite
- Rue Béchuron
- Rue du Gravier
- Place Joseph Willem

## Canal de l'Ourthe
Les rives du canal sont essentiellement des voies cyclo-pédestres du réseau RAVeL.

## Ancien canal Liège-Maastricht
- Quai de Coronmeuse